# Siphonandrium intricatum
Siphonandrium intricatum är en måreväxtart som beskrevs av Karl Moritz Schumann. Siphonandrium intricatum ingår i släktet Siphonandrium och familjen måreväxter. Inga underarter finns listade i Catalogue of Life.